# Frosinone (singolo)
Frosinone è un singolo del cantautore italiano Calcutta, pubblicato il 16 dicembre 2015 ed estratto dall'album Mainstream.

## Tracce
Download digitale
1. Frosinone – 3:09